# Putat (Tanggulangin)
Putat is een bestuurslaag in het regentschap Sidoarjo van de provincie Oost-Java, Indonesië. Putat telt 3229 inwoners (volkstelling 2010).